# 長野県道27号松本空港塩尻北インター線
長野県道27号松本空港塩尻北インター線（ながのけんどう27ごう まつもとくうこうしおじりきたインターせん）は、長野県松本市の松本空港から塩尻市の国道19号に至る県道（主要地方道）である。

## 概要

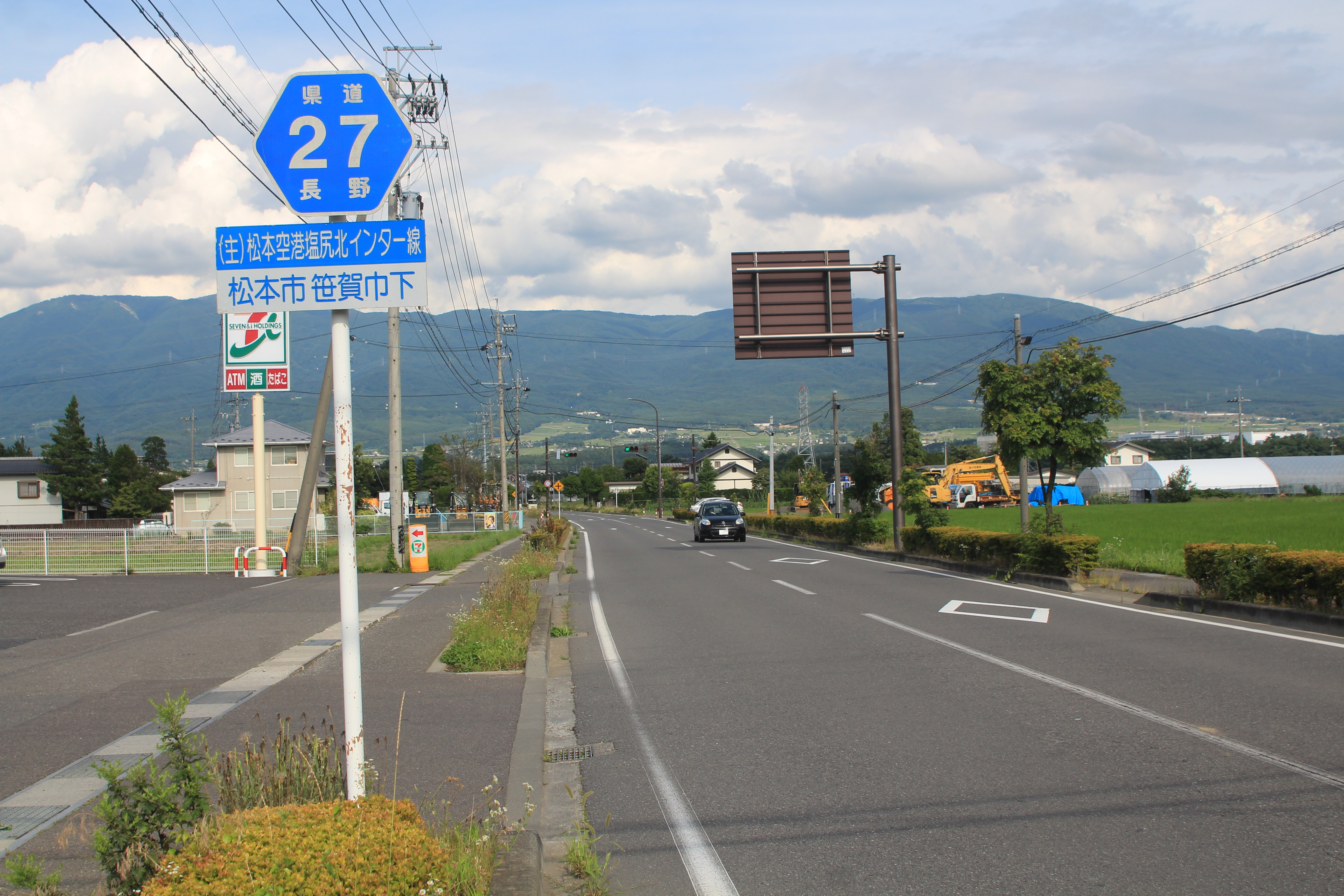
長野県道27号松本空港塩尻北インター線、松本市笹賀にて

長野県松本市空港東の松本空港（信州まつもと空港）から、長野自動車道塩尻北インターチェンジを経由して塩尻市広丘吉田の国道19号交点に至る。

### 路線データ
- 路線認定[1]
  - 起点：松本空港
  - 終点：塩尻市大字吉田
  - 重要な経過地：なし
- 道路の区域[2]
  - 起点：松本市大字空港東9010番の1地先（信州まつもと空港）
  - 終点：塩尻市大字広丘吉田1139番の1地先（吉田北交差点 = 国道19号交点）
  - 実延長距離：3.9181 km
- 道路法第7条第1項該当号：5号[3]

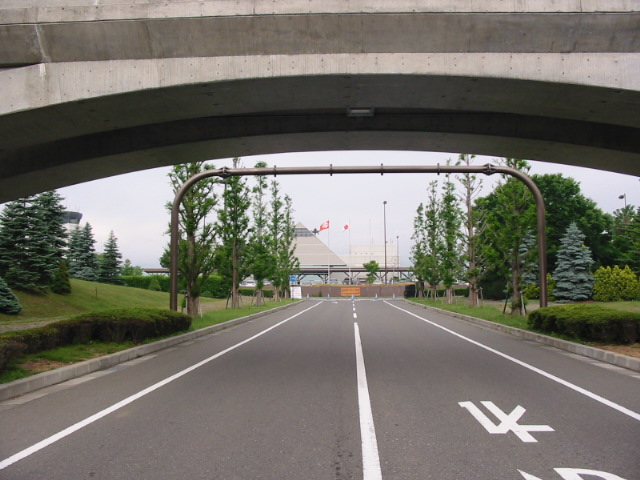
信州まつもと空港入口（起点）
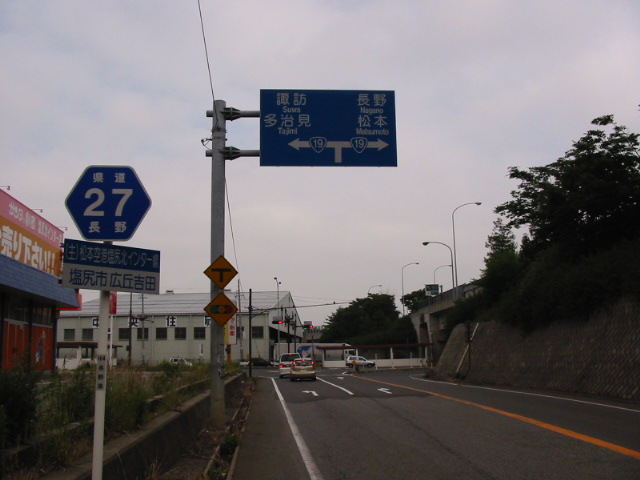
吉田北交差点（終点）

## 歴史
- 1979年（昭和54年）6月11日：松本空港塩尻北インター線の認定[4]。
- 1993年（平成5年）5月11日 - 建設省から、県道松本飛行場線の一部・県道松本空港塩尻北インター線が松本空港塩尻北インター線として主要地方道に指定される[5]。
- 1994年（平成6年）4月1日：松本空港塩尻北インター線の路線認定の変更。起点を松本空港へと変更する[1]。

## 路線状況

### 重複区間
- 長野県道296号松本空港線（起点 - 松本市空港東、空港東交差点）

## 地理
周辺には、松本空港や奈良井川、篠ノ井線などがある。

### 通過する自治体
- 松本市
- 塩尻市

### 交差する道路
- 長野県道115号松本平広域公園線（松本市空港東・空港入口交差点）
- 長野県道296号松本空港線（松本市空港東・空港東交差点）
- 長野自動車道 塩尻北インターチェンジ（塩尻市広丘吉田）
- 国道19号（塩尻市広丘吉田・吉田北交差点、終点）